# Markus Schäfer (Fußballspieler)
Markus Schäfer (* 16. April 1963) ist ein ehemaliger deutscher Fußballspieler und -trainer.

## Laufbahn
Der Mittelfeldspieler feierte mit Viktoria Aschaffenburg in den 1980er Jahren zweimal die Hessenmeisterschaft und damit den Aufstieg in die 2. Fußball-Bundesliga. In der ersten Saison 2. Bundesliga, 1985/86, belegte der Aufsteiger vom Stadion am Schönbusch den 13. Rang. Unter den Trainern Kurt Geinzer (bis April 1986) und Horst Heese absolvierte Schäfer an der Seite der zwei herausragenden Angreifer Radomir Dubovina (36-10) und Cezary Tobollik (37-18) für die Viktoria 28 Ligaspiele und erzielte ein Tor. Das Debüt in der 2. Liga fand am 3. August 1985 bei der 0:1-Heimniederlage – Tor durch Manfred Burgsmüller – gegen Rot-Weiß Oberhausen statt. Im zweiten Jahr, 1986/87, wurde zwar bereits im Februar 1987 Horst Heese durch Lothar Buchmann als Trainer ersetzt, der Abstieg konnte aber – ohne Stürmer Tobollik und trotz des Wechsels im Tor von Valentin Herr zu Claus Reitmaier – nicht verhindert werden. Mittelfeldspieler Schäfer absolvierte 28 Spiele und erzielte drei Tore. Für die Viktoria absolvierte Schäfer in drei Jahren im Profifußball insgesamt 80 Spiele und erzielte dabei sechs Tore. Nach dem ersten Abstieg 1987 gelang in der Folgesaison in der Oberliga Hessen die direkte Rückkehr in die zweite Bundesliga. Die dritte Saison 2. Bundesliga, 1988/89, brachte zwar für Schäfer und Kollegen die gute Heimbilanz von 27:11 Punkten zustande, durch die völlig ungenügenden 7:31 Auswärtszähler rutschte die Viktoria durch die Abschlussniederlage am 18. Juni 1989 – 1:2 bei Wattenscheid 09 – noch auf die Abstiegsränge und trat damit wieder den Weg in das Amateurlager an. Wiederum hatte man in Aschaffenburg auf einen Trainerwechsel gesetzt – Werner Nickel hatte im April 1989 Kurt Geinzer abgelöst – aber die Auswärtsschwäche war zu gravierend, daran änderten auch die Mitspieler Klaus Theiss und Rudi Bommer nichts. Schäfer hatte nochmals in 24 Ligaspielen mitgewirkt und zwei Tore erzielt. In der internen Einsatzliste der 2. Bundesliga nimmt er in Aschaffenburg hinter Hans-Peter Knecht (97), Ingo Aulbach (92) und Peter Löhr (84) den vierten Rang ein. Auch im DFB-Pokal 1987/88 spielte Schäfer mit seinem Klub überaus erfolgreich. Der Amateurverein erreichte nach Siegen über die SG Wattenscheid 09 (4:0, zwei Tore von Schäfer), den bis dato ungeschlagenen Bundesliga-Tabellenführer 1. FC Köln (1:0) und KSV Hessen Kassel (1:0) das Viertelfinale, wo man sich auf eigenem Platz dem SV Werder Bremen mit 1:3 geschlagen geben musste.
Nach dem Abstieg blieb er 1989/90 noch eine Runde in Aschaffenburg (7. Platz in der Oberliga Hessen), ehe er sich zur Saison 1990/91 Kickers Offenbach in der Oberliga Hessen anschloss und mit dem OFC hinter dem KSV Hessen Kassel und Rot-Weiss Frankfurt den dritten Rang belegte.
Als Spielertrainer schloss er sich 1991/92 dem bayrischen Kreisligisten Eintracht Straßbessenbach an und führte den Klub auf Anhieb zur Meisterschaft. In den folgenden Jahren wurden weitere Aufstiege bis in die Bezirksklasse gefeiert. Im Frühjahr 1997 übernahm Markus Schäfer das Traineramt beim SV Alemannia Haibach, mit dem er in die Fußball-Bayernliga aufstieg. Von 2006 bis 2009 folgte ein Engagement beim bayrischen Bezirksoberligisten TuS Frammersbach.
Sein Sohn Marcel Schäfer war Fußballprofi und ist mittlerweile Funktionär. 

## Erfolge
- Meister der Oberliga Hessen 1985 und Aufstieg in die 2. Bundesliga
- Meister der Oberliga Hessen 1988 und Aufstieg in die 2. Bundesliga
- DFB-Pokal Viertelfinale 1987/88 mit Viktoria Aschaffenburg